# Athanasios Vouros
Athanasios Vouros (Grieks: Αθανάσιος Βούρος) (Athene) was een Grieks schermer. Vouros viel tijdens de Olympische Zomerspelen van 1896 net naast de prijzen in het scherm-onderdeel floret. Zowel hij als zijn landgenoot Perikles Pierrakos-Mavromichalis werden tweede in hun poulefase, maar doordat er tussen hen geen extra kamp werd gehouden won Pierrakos-Mavromichalis de bronzen medaille. Hij won twee kampen in zijn poulefase, Vouros slechts een.